# The Ice Harvest
Der Film The Ice Harvest ist eine US-amerikanische Kriminalkomödie von Harold Ramis aus dem Jahr 2005. Die Hauptrollen wurden von John Cusack, Billy Bob Thornton und Connie Nielsen verkörpert.

## Handlung
Gemeinsam mit dem Strip-Club-Besitzer Vic Cavanaugh stiehlt der Mafia-Anwalt Charlie Arglist seinem Klienten und Gangsterboss Bill Guerrad an Heiligabend in der kleinen Provinzstadt Wichita gut zwei Millionen Dollar. Eisregen macht die Straßen zum Flughafen von Kansas City unbefahrbar. Daher beschließen die Diebe, erst am nächsten Morgen loszufahren. Vic nimmt die Reisetasche mit dem Geld. Er bittet Charlie, sich ganz normal zu benehmen, damit nichts auffällt.
Charlie besucht das "Sweet Cage", einen örtlichen Stripclub, der Vic gehört und von Renata Crest geleitet wird, einer Frau, nach der Charlie sich schon lange sehnt. Charlie flirtet mit ihr und sie kommt schnell zum Schluss, dass er etwas verbirgt. Sie erwähnt, dass Vic ein belastendes Foto von ihr und einem Lokalpolitiker hat und Charlie deutet an, dass er es stehlen könnte. Bevor er geht, trifft Roy Gelles, einer von Guerrards Vollstreckern, auf der Suche nach Charlie und Vic ein. Nachdem er sich vor ihm verstecken konnte, ruft Charlie Vic an und erzählt ihm verzweifelt, dass Gelles in der Stadt ist, aber Vic beruhigt ihn, da Gelles Familie in Wichita hat.
Charlie fährt in einen anderen Stripclub von Vic, das "Tease-O-Rama", und klaut das Foto aus dem Safe. Nun trifft Gelles auch hier ein. Nachdem Charlie sich nochmals verstecken konnte, rutscht er auf Glatteis aus und zerbricht dabei sein Handy. Daher fährt er in Vics Stammlokal, obwohl sie getrennt bleiben wollten. Charlie setzt sich angstvoll zu ihm an den Tisch und warnt ihn. Vic jedoch bleibt cool und verlässt bald das Lokal. Ein Angestellter bittet Charlie, seinen stark betrunkenen Freund Pete weg zu bringen. Pete ist der Ehemann von Sarabeth, Charlies Ex-Frau, somit der Stiefvater von Charlies Kindern Melissa und Spencer. Auf dem Weg verrät dieser Charlie, dass er bereits ein Verhältnis mit Sarabeth hatte, als Charlie noch mit ihr verheiratet gewesen war. Jetzt verachten ihn seine Frau, seine Stiefkinder und seine Schwiegereltern. Die ganze Situation erträgt Pete nur noch mit Alkohol. Auch der kurze Besuch bei den Genannten ist peinlich und endet im Eklat.
Nach einem kurzen Abstecher in einer Bar liefert Charlie Pete zu Hause ab und "leiht" sich seinen Mercedes. Er fährt zurück zum "Sweet Cage" und gibt Renata das Foto, die ihm erzählt, dass Vic angerufen habe und dass Gelles tatsächlich nach ihnen sucht. Daraufhin fährt Charlie zu Vic nach Hause. Er findet dessen Frau mit einem Kopfschuss neben ihrem Weihnachtsbaum. Vic kommt und verrät, dass er Gelles in einer Kiste eingesperrt hat. Sie nehmen die Kiste mit Gelles und die Leiche von Vics Frau im Mercedes mit und fahren zu einem See, während Gelles Charlie aus der Kiste heraus beschwört, dass nicht er, sondern Vic seine Frau erschossen hat und dass er auch ihn töten wird, sobald er ihn nicht mehr braucht. Vic schießt auf die Kiste, was Gelles zum Schweigen bringt.
Als Charlie und Vic die Kiste auf einen Steg des Sees bringen, wird diese von innen von Gelles aufgeschossen, wobei Vic dabei angeschossen wird. Nachdem Gelles aus der Kiste gestiegen ist, wird er von Vic erschossen und fällt in den vereisten See, während das Dock einstürzt. Charlie wird klar, dass Vic ihn töten wollte, deshalb schleppt er die Frauenleiche zum eingestürzten Dock, lässt sie in den See gleiten und stößt den flehenden Vic unter Wasser. Als Charlie herausfindet, dass das Geld nicht in Vics Tasche ist, rennt er zurück zum Dock, um Vic zu retten, aber er ist bereits im eiskalten Wasser ertrunken, umschlungen mit seiner toten Frau.
Nach einem kurzen Besuch bei Pete telefoniert Charlie mit Renata, die ihn zum Sweet Cage lockt, denn sie wurde bereits von Guerrard gefesselt. Es kommt zu einem Kampf, Charlie kann Guerrard schließlich erschießen. Charlie und Renata gehen zu ihr, wo er das in ihrem Schrank versteckte Geld findet, während sie duscht. Nun wird Charlie klar, dass Vic und Renata geplant hatten, gemeinsam wegzulaufen, nachdem sie Charlie getötet hatten. Charlie erschießt sie, bevor sie ihm mit einem versteckten Rasiermesser die Kehle durchschneiden kann.
Als Charlie mit dem Geld aus der Stadt fährt, sieht er einen Angestellten des Sweet Cage mit seinen Kindern in einem Wohnmobil am Straßenrand stehen und hält an, um Hilfe anzubieten. Sidney sagt, dass er kein Benzin mehr hat, also lässt Charlie ihn etwas aus dem Mercedes absaugen. Beide fahren weiter, Pete wacht auf dem Rücksitz auf und das Duo fährt gemeinsam davon, mit dem gestohlenen Geld.

## Anlaufdaten und Einspielergebnisse
In den USA fand die Premiere am 20. Oktober 2005 statt, wobei der Film in Großbritannien am 3. Februar 2006 und in Deutschland erst am 7. August 2006 veröffentlicht wurde.

## Kritik
„Unterkühlt inszenierter, zugleich sehr stilvoll arrangierter Thriller mit komödiantischen Akzenten und einem durchaus nachdenklich stimmenden Hintergrund.“

„Keineswegs wie hier und da beschrieben eine Komödie, sondern ein mit komischen Situationen gespickter, eisgekühlter Gangsterthriller in bestem Stile der Coen-Brüder ist dieser hochkarätig besetzte Ausflug ins Kriminalfilmfach vom als Komödienspezialist zur höheren Weihen gelangten Regisseur Harold Ramis („Caddyshack“, „Und täglich grüßt das Murmeltier“). Billy Bob Thornton und John Cusack prügeln sich ums Geld und Dänemarks Eiskönigin Connie Nielsen ist als intrigante Femme fatale auch keine Fehlbesetzung.“